# 北歐理事會會旗
北歐理事會會旗（Flag of the Nordic Council）是代表北歐理事會的旗幟，現行版本由Kontrapunkt設計，於2016年啟用。目前旗幟設計以藍色為底色，中置白色天鵝圖案。天鵝早在1984年便已獲選成為北歐理事會及北歐部長理事會的共同象徵，設計也將擴大北歐國家合作的思想和概念形象化。

## 歷史版本
2016年以前，會旗的設計是以白色為底色，配以一個藍色圓與一隻風格化的天鵝。當時旗面上的天鵝絨有八條羽毛，代表著理事會8個正式及準會員國：丹麥、芬蘭、冰島、挪威、瑞典、奧蘭、法羅群島及格陵蘭。旗幟由芬蘭藝術家 Kyösti Varis 創作，並由1984年起啟用。

## 外部連結
- Design manual Nordic Council of Ministers and Nordic Council[永久]
- 世界旗幟網對本旗幟的記載（页面存档备份，存于）
- 北歐理事會官方網站* （页面存档备份，存于）